# Championnat féminin du CECAFA 2016
Navigation
Édition précédente Édition suivante
Le championnat féminin du CECAFA 2016, seconde édition du Championnat féminin du CECAFA, est un tournoi de football féminin organisé du 11 au 20 septembre 2016 en Ouganda par le CECAFA.
La compétition qui s'est tenue à  Jinja est remportée par la Tanzanie.

## Équipes
Les sept équipes participantes ont été annoncées le 29 août 2016.
| -            | équipes nationales                                                    |
| ------------ | --------------------------------------------------------------------- |
| Participants | - Burundi - Éthiopie - Kenya - Rwanda - Tanzanie - Ouganda - Zanzibar |

## Déroulement

### Match pour la troisième place
| 20 septembre 2016 | Éthiopie                                   | 4–1 | Ouganda           |  |  |
|                   | Rehima Zergaw 16e 45e 73e · Loza Abera 78e |     | Hasifa Nassuna 5e |  |  |
|                   | rapport                                    |     |                   |  |  |

### Finale
| 20 septembre 2016 | Kenya             | 1–2 | Tanzanie                                   |  |  |
|                   | Essie Mbeyu Akida |     | Mwanahamisi Omari 27e · Stumai Abdalla 44e |  |  |
|                   | rapport           |     |                                            |  |  |

## Meilleures buteuses
Les buteuses du tournoi sont les suivantes,.
6 buts
- Kenya Esse Mbeyu Akida
- Ouganda Hasifa Nassuna

5 buts
- Éthiopie Loza Abera

4 buts
- Kenya Vivian Corazon Aquino
- Kenya Neddy Atieno

3 buts
- Burundi Djazilla Uwimeza
- Éthiopie Rehima Zergaw
- Kenya Christine Nafula
- Tanzanie Asha Rashid
- Tanzanie Stumai Abdalla
- Ouganda Fazilah Ikwaput

2 buts
- Burundi : Maggy Mumezero
- Burundi : Saidi Sakina Bukuru
- Kenya : Jacky Ogol
- Kenya : Mary Wanjiru Kinuthia
- Tanzanie : Mwanahamisi Omari
- Ouganda : Laki Otandeka

1 but
- Burundi : Aziza Misigiyimana
- Burundi : Joe'lle Bukuru
- Burundi : Nella Uwimana
- Éthiopie : Meskerem Kanko
- Kenya : Carolyne Anyango
- Kenya : Mercy Achieng
- Rwanda : Anne Marie
- Rwanda : Dorothy Mukeshimana
- Rwanda : Sifa Gloria Nibagwire
- Tanzanie : Donisa Daniel
- Ouganda : Christine Nambirige
- Zanzibar : Abdullahi Abdallah Mwajuma

CSC
- Tanzanie : Anton Anastazia